# Bouzillé
Bouzillé és un municipi francès situat al departament de Maine i Loira i a la regió de País del Loira. L'any 2007 tenia 1.444 habitants.

## Demografia

### Població
El 2007 la població de fet de Bouzillé era de 1.444 persones. Hi havia 584 famílies de les quals 156 eren unipersonals (88 homes vivint sols i 68 dones vivint soles), 204 parelles sense fills, 208 parelles amb fills i 16 famílies monoparentals amb fills.
La població ha evolucionat segons el següent gràfic:
Habitants censats

### Habitatges
El 2007 hi havia 674 habitatges, 598 eren l'habitatge principal de la família, 33 eren segones residències i 43 estaven desocupats. 638 eren cases i 31 eren apartaments. Dels 598 habitatges principals, 460 estaven ocupats pels seus propietaris, 136 estaven llogats i ocupats pels llogaters i 2 estaven cedits a títol gratuït; 5 tenien una cambra, 44 en tenien dues, 89 en tenien tres, 159 en tenien quatre i 301 en tenien cinc o més. 524 habitatges disposaven pel capbaix d'una plaça de pàrquing. A 267 habitatges hi havia un automòbil i a 293 n'hi havia dos o més.

### Piràmide de població
La piràmide de població per edats i sexe el 2009 era:
| Homes | Edats   | Dones |
| ----- | ------- | ----- |
| 0     | 95 o +  | 4     |
| 8     | 90 a 94 | 8     |
| 4     | 85 a 89 | 12    |
| 4     | 80 a 84 | 12    |
| 20    | 75 a 79 | 36    |
| 24    | 70 a 74 | 12    |
| 40    | 65 a 69 | 28    |
| 40    | 60 a 64 | 44    |
| 28    | 55 a 59 | 24    |
| 36    | 50 a 54 | 44    |
| 32    | 45 a 49 | 32    |
| 48    | 40 a 44 | 44    |
| 76    | 35 a 39 | 48    |
| 24    | 30 a 34 | 56    |
| 52    | 25 a 29 | 36    |
| 32    | 20 a 24 | 24    |
| 48    | 15 a 19 | 56    |
| 64    | 10 a 14 | 52    |
| 28    | 5 a 9   | 52    |
| 24    | 0 a 4   | 24    |

## Economia
El 2007 la població en edat de treballar era de 933 persones, 736 eren actives i 197 eren inactives. De les 736 persones actives 688 estaven ocupades (385 homes i 303 dones) i 48 estaven aturades (14 homes i 34 dones). De les 197 persones inactives 84 estaven jubilades, 51 estaven estudiant i 62 estaven classificades com a «altres inactius».

### Ingressos
El 2009 a Bouzillé hi havia 623 unitats fiscals que integraven 1.544,5 persones, la mediana anual d'ingressos fiscals per persona era de 16.358 €.

### Activitats econòmiques
Dels 47 establiments que hi havia el 2007, 1 era d'una empresa alimentària, 1 d'una empresa de fabricació de material elèctric, 5 d'empreses de fabricació d'altres productes industrials, 15 d'empreses de construcció, 7 d'empreses de comerç i reparació d'automòbils, 3 d'empreses de transport, 2 d'empreses d'hostatgeria i restauració, 2 d'empreses financeres, 2 d'empreses immobiliàries, 4 d'empreses de serveis, 3 d'entitats de l'administració pública i 2 d'empreses classificades com a «altres activitats de serveis».
Dels 18 establiments de servei als particulars que hi havia el 2009, 2 eren tallers de reparació d'automòbils i de material agrícola, 1 paleta, 1 guixaire pintor, 3 fusteries, 4 lampisteries, 2 electricistes, 1 empresa de construcció, 1 perruqueria, 1 restaurant, 1 agència immobiliària i 1 saló de bellesa.
Dels 2 establiments comercials que hi havia el 2009, 1 era una botiga de menys de 120 m² i 1 una fleca.
L'any 2000 a Bouzillé hi havia 35 explotacions agrícoles que ocupaven un total de 1.276 hectàrees.

## Equipaments sanitaris i escolars
L'únic equipament sanitari que hi havia el 2009 era una farmàcia.
El 2009 hi havia 2 escoles elementals.

## Poblacions més properes
El següent diagrama mostra les poblacions més properes.